# Юзефін (гміна Уязд)
Юзефін (пол. Józefin) — село в Польщі, у гміні Уязд Томашовського повіту Лодзинського воєводства.
Населення — 196 осіб (2011).
У 1975-1998 роках село належало до Пйотрковського воєводства.

## Демографія
Демографічна структура станом на 31 березня 2011 року:
|          | Загалом | Допрацездатний вік | Працездатний вік | Постпрацездатний вік |
| -------- | ------- | ------------------ | ---------------- | -------------------- |
| Чоловіки | 90      | 17                 | 64               | 9                    |
| Жінки    | 106     | 22                 | 65               | 19                   |
| Разом    | 196     | 39                 | 129              | 28                   |